# Synaphosus sauvage
Synaphosus sauvage Ovtsharenko, Levy & Platnick, 1994 è un ragno appartenente alla famiglia Gnaphosidae.

## Etimologia
Il nome della specie deriva dalla località francese di rinvenimento degli esemplari: la Côte Sauvage.

## Caratteristiche
L'olotipo maschile rinvenuto ha lunghezza totale è di 2,76mm; la lunghezza del cefalotorace è di 1,11mm; e la larghezza è di 0,73mm.

## Distribuzione
La specie è stata reperita nella Francia occidentale: l'olotipo maschile è stato rinvenuto nelle dune presso Pointe Espagnole, in Côte Sauvage, nella regione di Charente-Maritime. Vari altri esemplari sono stati inoltre rinvenuti in Spagna, in Svizzera e in Italia (alla Cava grande di Avola, presso Siracusa).

## Tassonomia
Al 2016 non sono note sottospecie e dal 2011 non sono stati esaminati nuovi esemplari.